# Gustave Courtois
Pour les articles homonymes, voir Courtois.
Gustave Claude Étienne Courtois né le 18 mai 1852 à Pusey, proche de Vesoul (Haute-Saône) et mort le 25 novembre 1923 à Neuilly-sur-Seine (Hauts-de-Seine) est un peintre français.

## Biographie

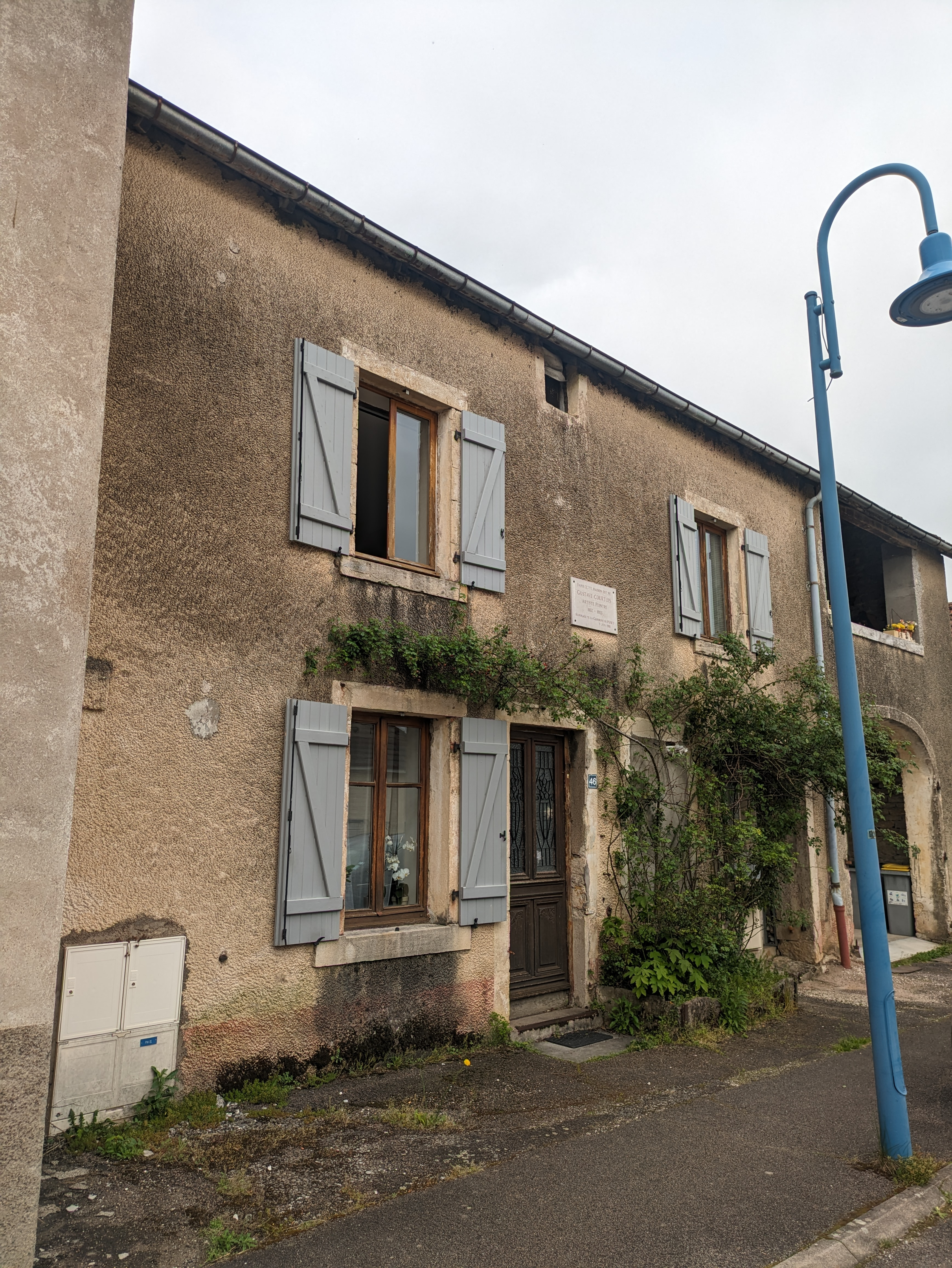
La maison natale de Gustave Courtois

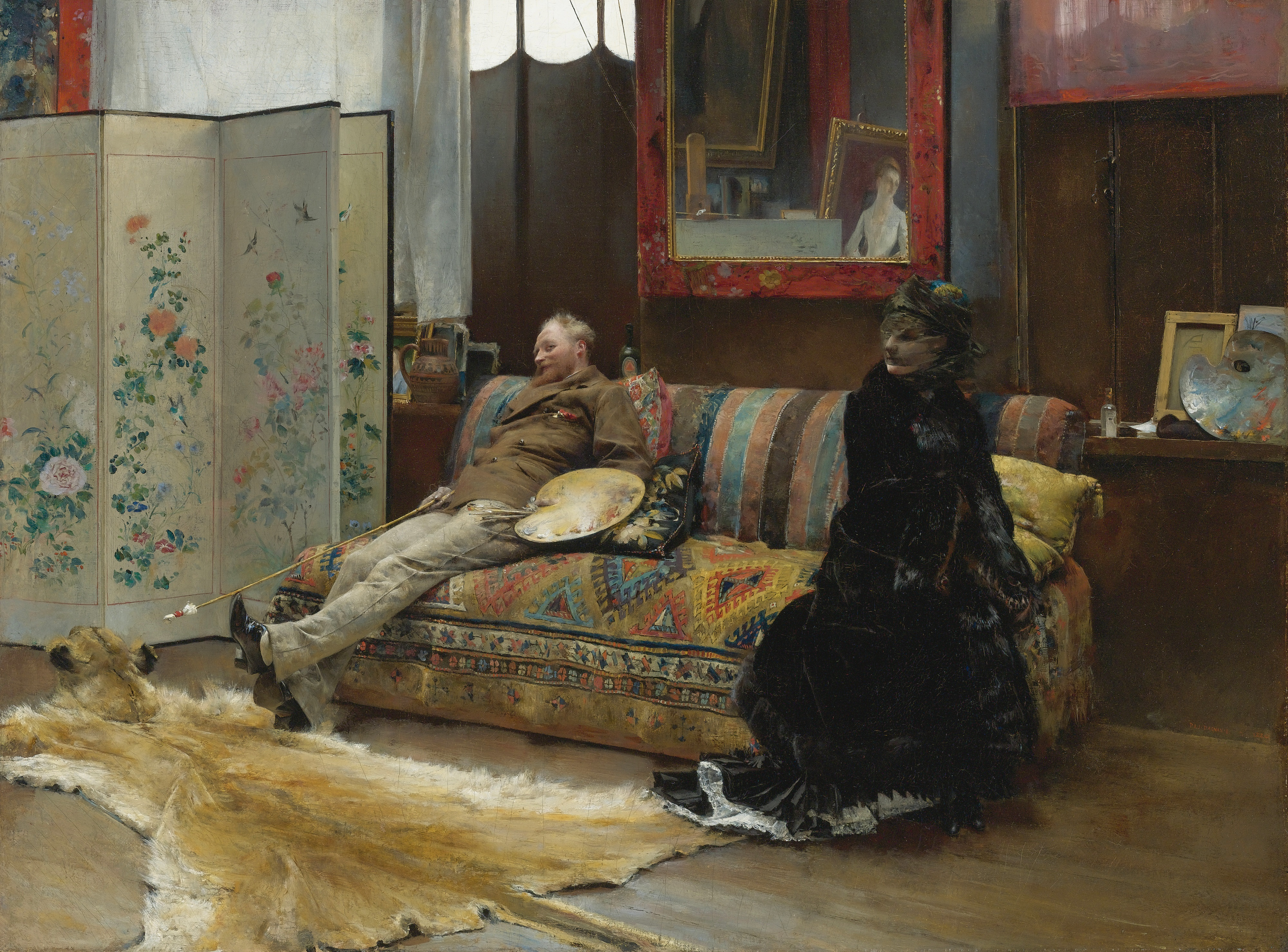
Pascal Dagnan-Bouveret, Bouderie (Gustave Courtois dans son atelier) (1880), localisation inconnue.

Gustave Courtois est né au numéro 46 de la rue principale de Pusey (rue aujourd'hui nommée rue Gustave-Courtois). Il est le fils d’Étienne Courtois, garçon charcutier, et de Jeanne Claude Jobard, blanchisseuse. Sa mère lui est totalement dévouée. Son intérêt pour l'art lui vient très jeune, lorsqu'il est scolarisé au lycée de Vesoul, et est remarqué par son professeur de dessin Victor Jeanneney. C'est alors qu'il entre à l'école municipale de dessin de Vesoul. Ses dessins sont présentés à Jean-Léon Gérôme, alors chef d'atelier de la section de peinture, qui lui conseille d’intégrer l’École des beaux-arts de Paris. Grâce à une subvention du Conseil général de la Haute-Saône, Courtois se rend à Paris et entre dans l'atelier de Gérôme au printemps 1869. Il fait ses débuts au Salon en 1875, avec trois portraits peints, et ce, régulièrement jusqu'en 1890. Puis il expose au salon de la Société nationale des beaux-arts jusqu'à sa mort.
Durant toute sa vie Gustave Courtois est un proche ami de son condisciple Pascal Dagnan-Bouveret, avec qui il partage un atelier à Neuilly-sur-Seine à partir des années 1880. Lilas Sharifzadeh le présente comme un « dandy excentrique à l'homosexualité affichée ».
Il enseigne la peinture à l’Académie de la Grande Chaumière et à l’Académie Colarossi à Paris où étudient, entre autres, Georges d’Espagnat, Maurice Prendergastet Helene Schjerfbeck.
Il aura pour élèves deux étudiants de l’École des beaux-arts de Paris : Robert Fernier et Robert Bouroult.
Réfugié au Tessin avec son amant le peintre allemand Carl Ernst von Stetten pendant toute la durée de la Première Guerre mondiale, il entretiendra une correspondance très suivie avec Robert Fernier alors que ce dernier se trouve au front[réf. nécessaire]. 
Son domaine de prédilection est le portrait ; dans les années 1880 et 1890, Gustave Courtois a été un portraitiste particulièrement prolifique du Paris mondain. Il est aussi l'auteur de scènes de genre, de scènes religieuses ou mythologiques souvent peuplées de voluptueux nus masculins, inspirés de son modèle, le lutteur suisse Maurice Deriaz.

## Hommages
Une plaque commémorative a été posée par la municipalité sur sa maison natale à Pusey en juin 1981.

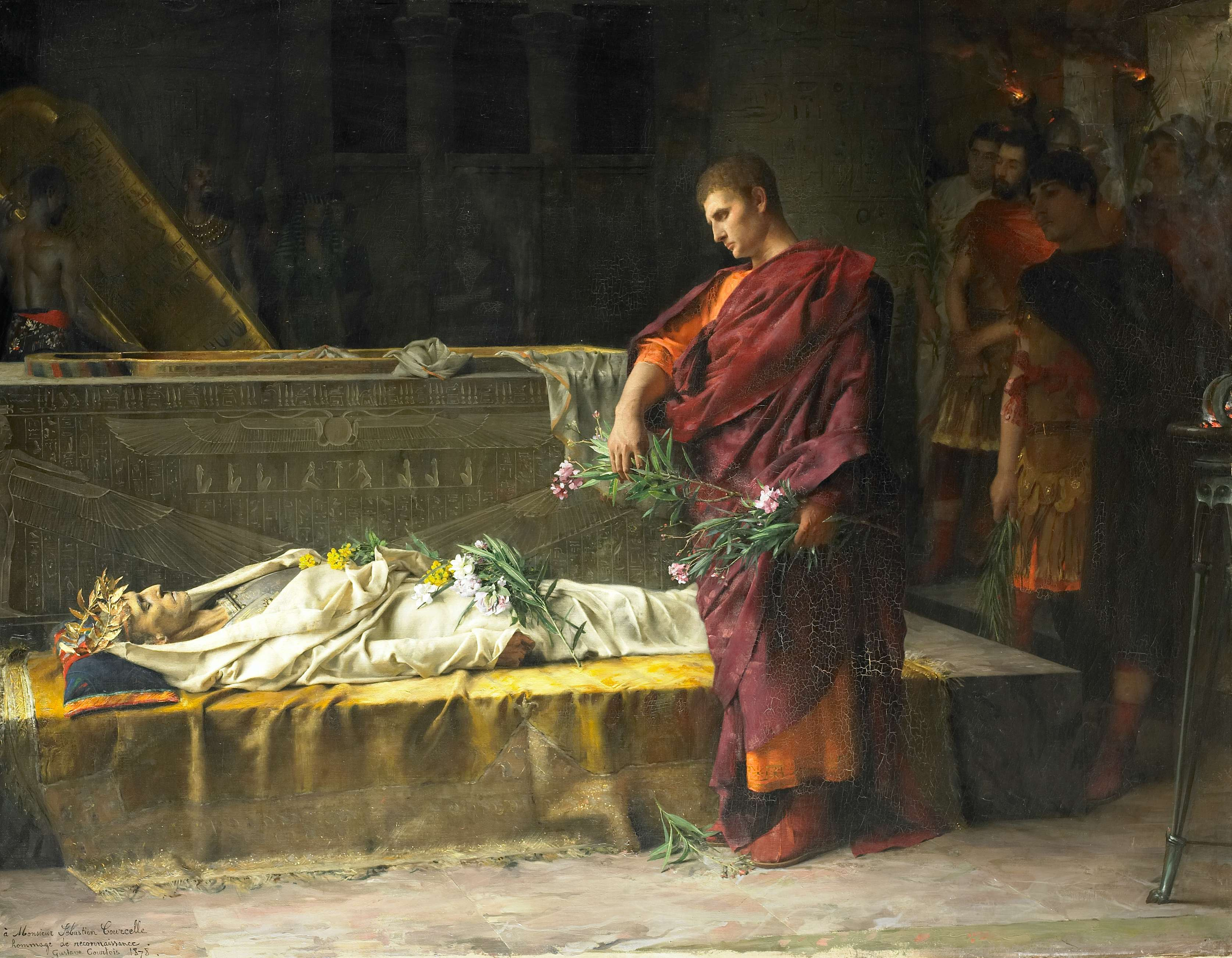
César au tombeau d'Alexandre le Grand (1878), Vesoul, Musée Jean-Léon Gérôme

## Collections publiques
Allemagne
- Berlin, Alte Nationalgalerie : Portrait de l'épouse du consul général Kreismann, 1894.

Australie
- Sydney, Galerie d'Art de Nouvelle-Galles du Sud : Étude, 1890.

France
- Baulmes, hôtel de ville :
  - Portrait de l’athlète Maurice Deriaz, 1907 ;
  - Hercule aux pieds d'Omphale, 1912 ;
  - Persée délivrant Andromède, 1913.
- Besançon, musée des Beaux-Arts :
  - Adam et Ève au jardin d'Éden, 1899 ;
  - Dante et Virgile aux Enfers, vers 1879, dessin, étude pour le tableau exposé au Salon de 1880[15].
- Bordeaux, musée des Beaux-Arts : Portrait de la comtesse Seoane de Torrado, 1880[16].
- Dijon.
- Marseille, musée des Beaux-Arts : Narcisse, 1876, dépôt du musée du Louvre[17].
- Montluçon, mairie : La Prise de Rome par les Gaulois, 1877[18].
- Paris, musée d'Orsay : Madame Gautreau, 1891.
- Pontarlier, Musée municipal :
  - Orphée, 1875 ;
  - Dionysos endormi, 1906[19].
- Vesoul, Musée Jean-Léon Gérôme :
  - Auguste au tombeau d'Alexandre, 1878 ;
  - Portrait du peintre Carl Von Stetten, 1882 ;
  - Portrait de Madame Dagnan, vers 1884 ;
  - Jean Dagnan, âgé de trois ans, 1886 ;
  - Portrait de Madame Dagnan, 1880.

Œuvres de Gustave Courtois
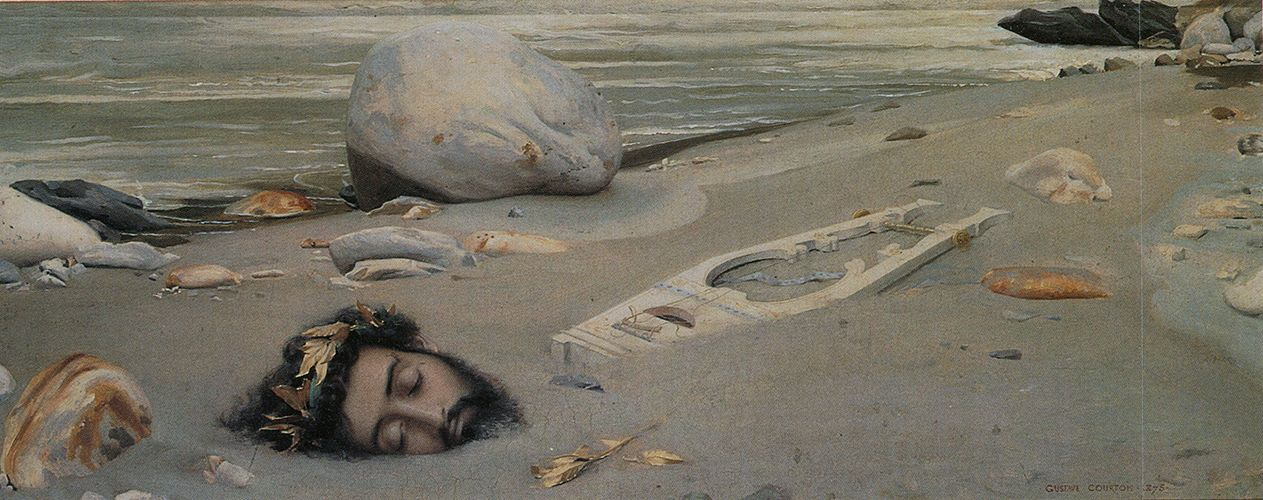
Orphée (1875), Pontarlier, Musée municipal.
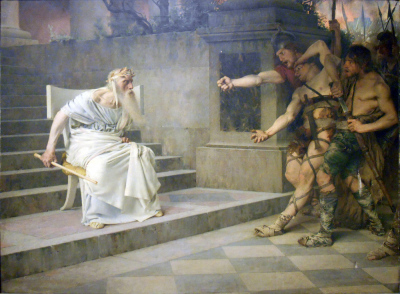
La Prise de Rome par les Gaulois (1877), mairie de Montluçon.
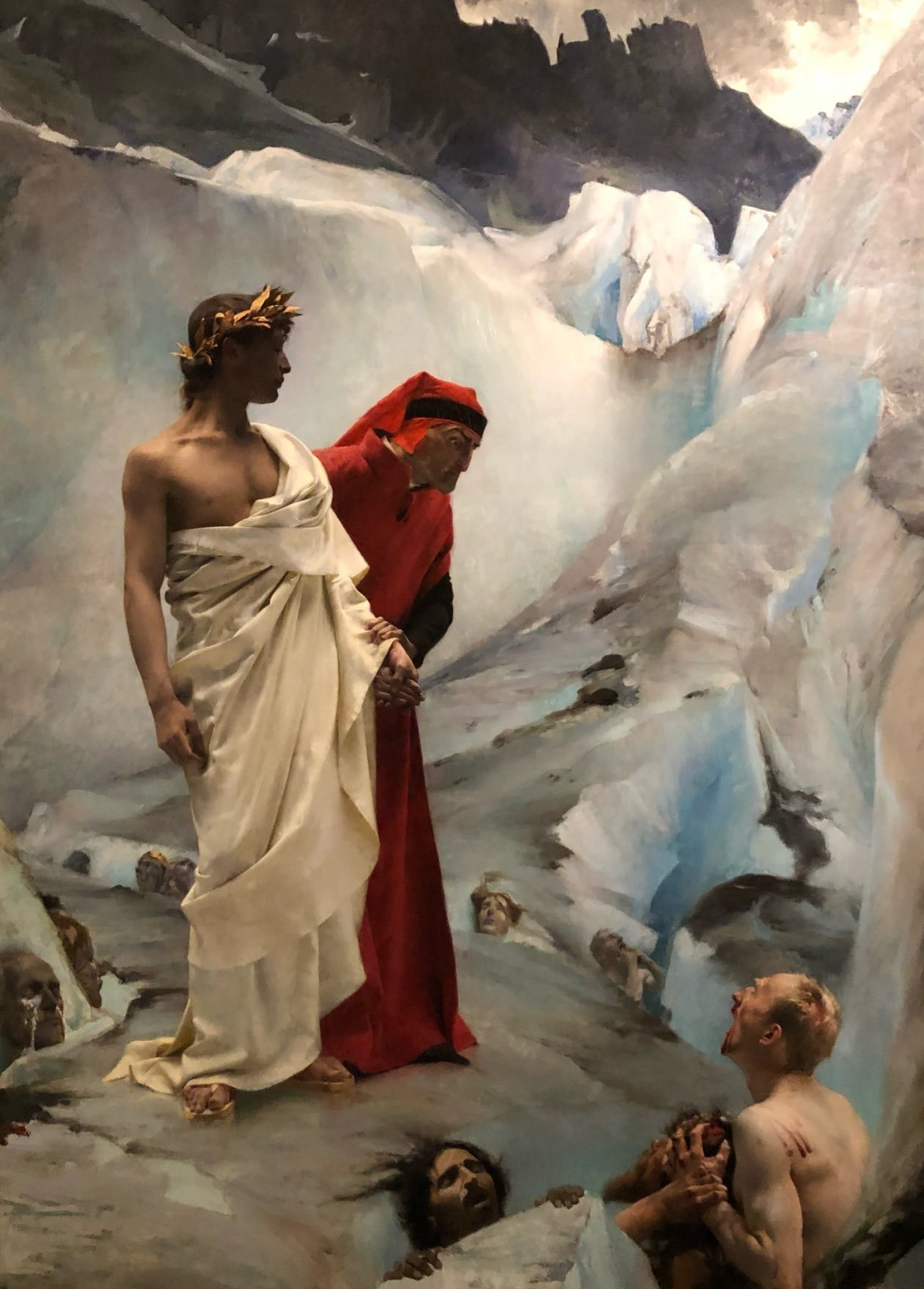
Dante et Virgile aux Enfers ; cercle des traîtres à la patrie (1879), musée des Beaux-Arts et d’Archéologie, Besançon.
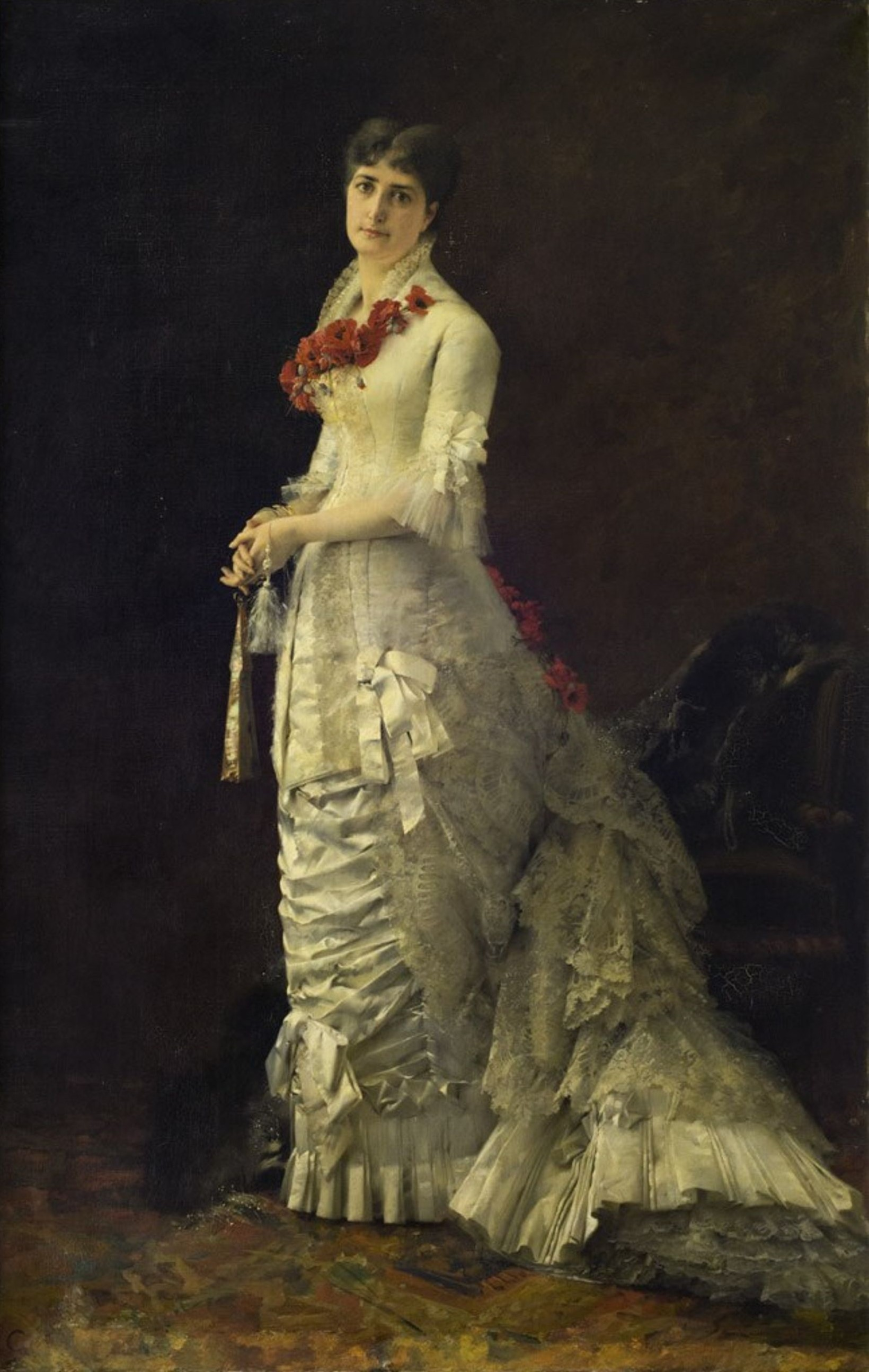
Portrait de la Comtesse Seoane de Torrado (1880), Bordeaux, Musée des Beaux-Arts de Bordeaux.
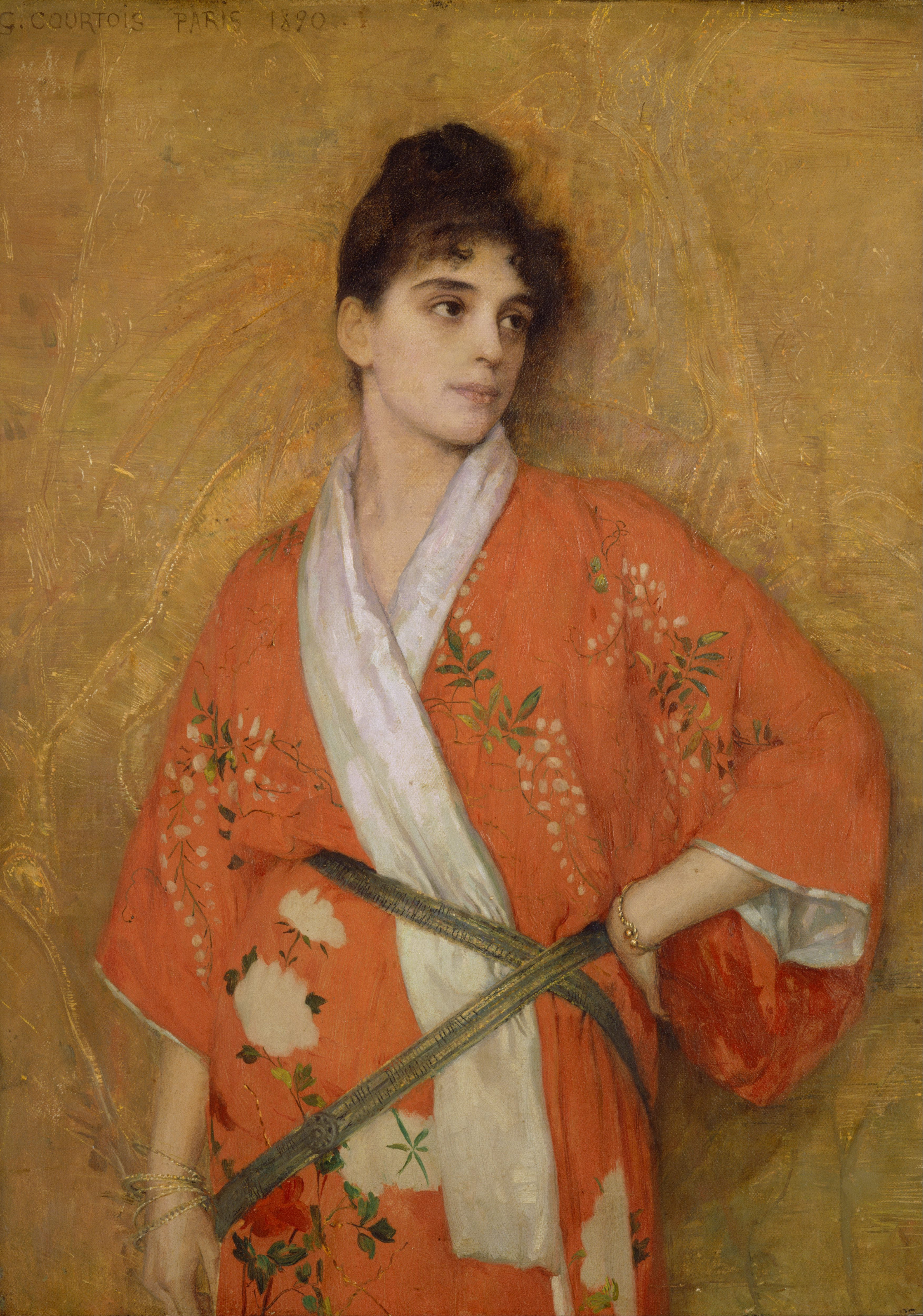
Étude (1890), Sydney, Galerie d'Art de Nouvelle-Galles du Sud.
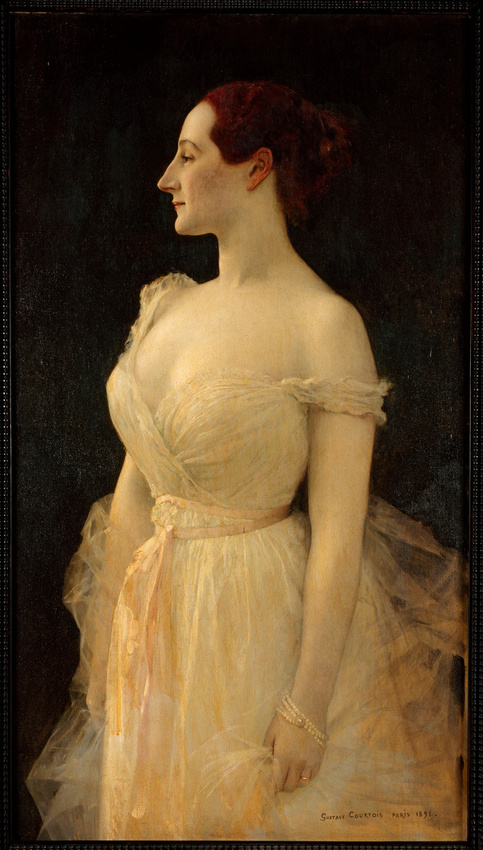
Madame Gautreau (1891), Paris, musée d'Orsay.
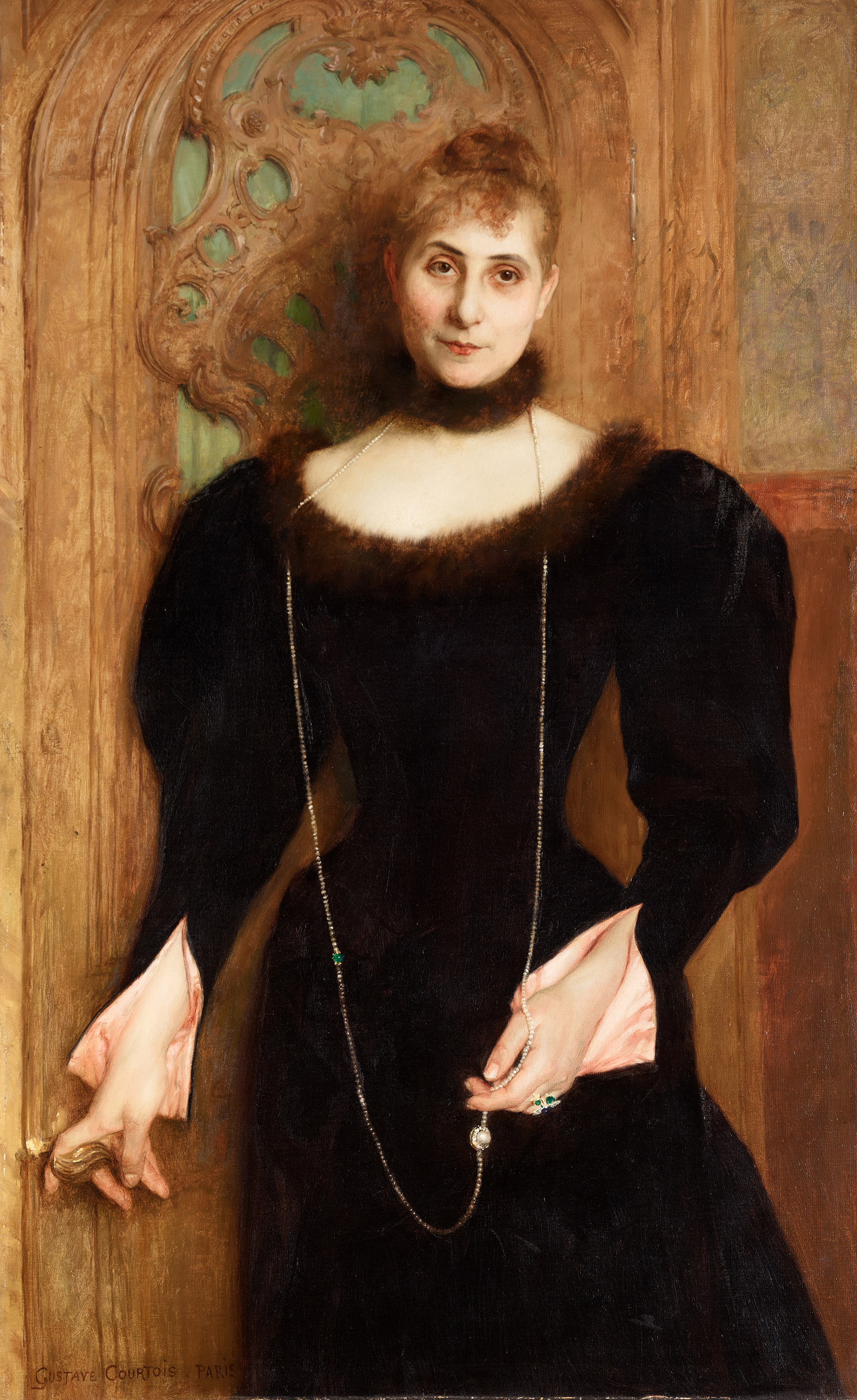
Portrait de l'épouse du consul général Kreismann (1894), Berlin, Alte Nationalgalerie.
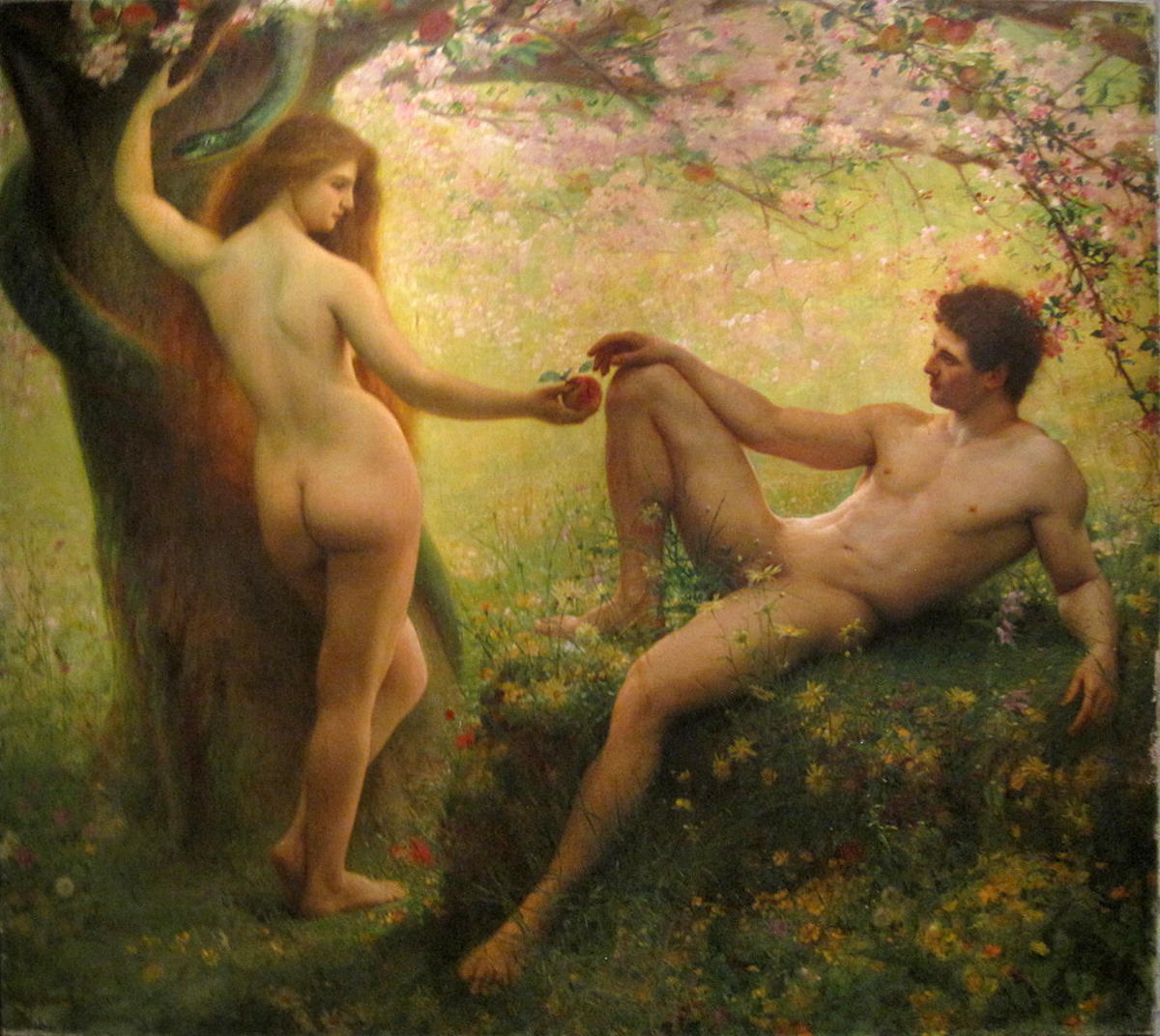
Adam et Ève au jardin d'Éden (1899), Musée des Beaux-Arts et d'Archéologie de Besançon.
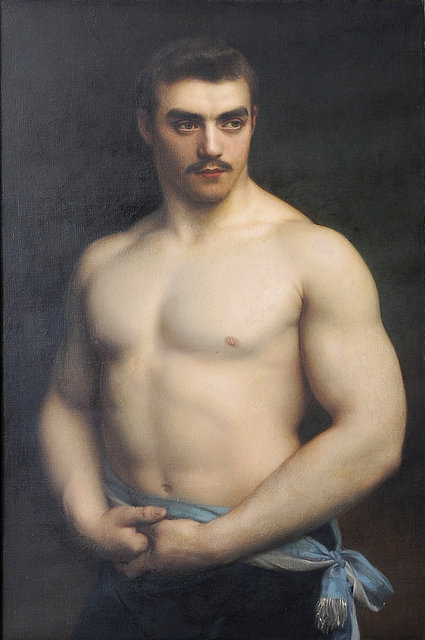
Portrait de l’athlète Maurice Deriaz (1907), Baulmes, hôtel de ville.
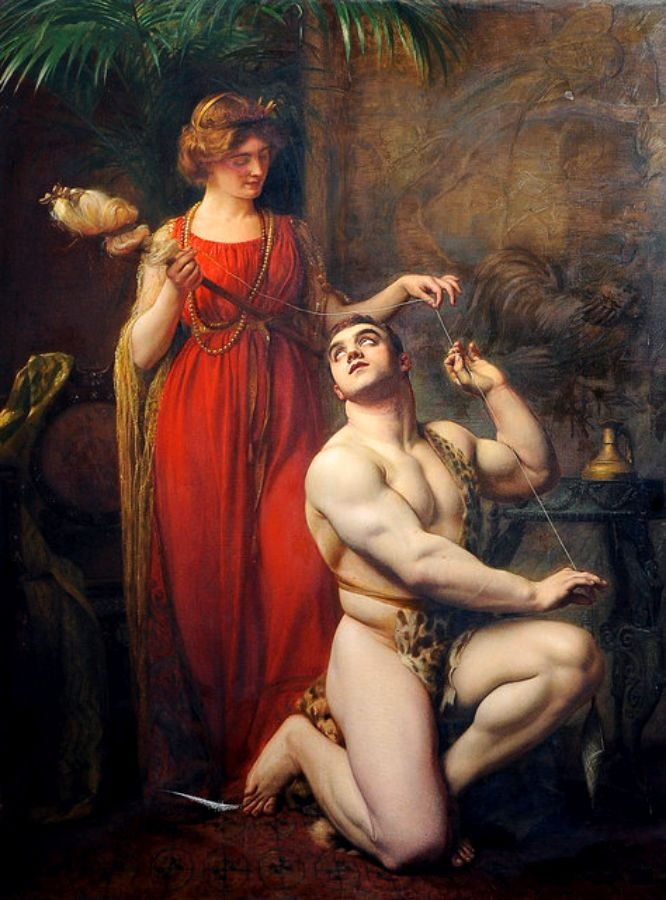
Hercule aux pieds d'Omphale (1912), Baulmes, hôtel de ville.
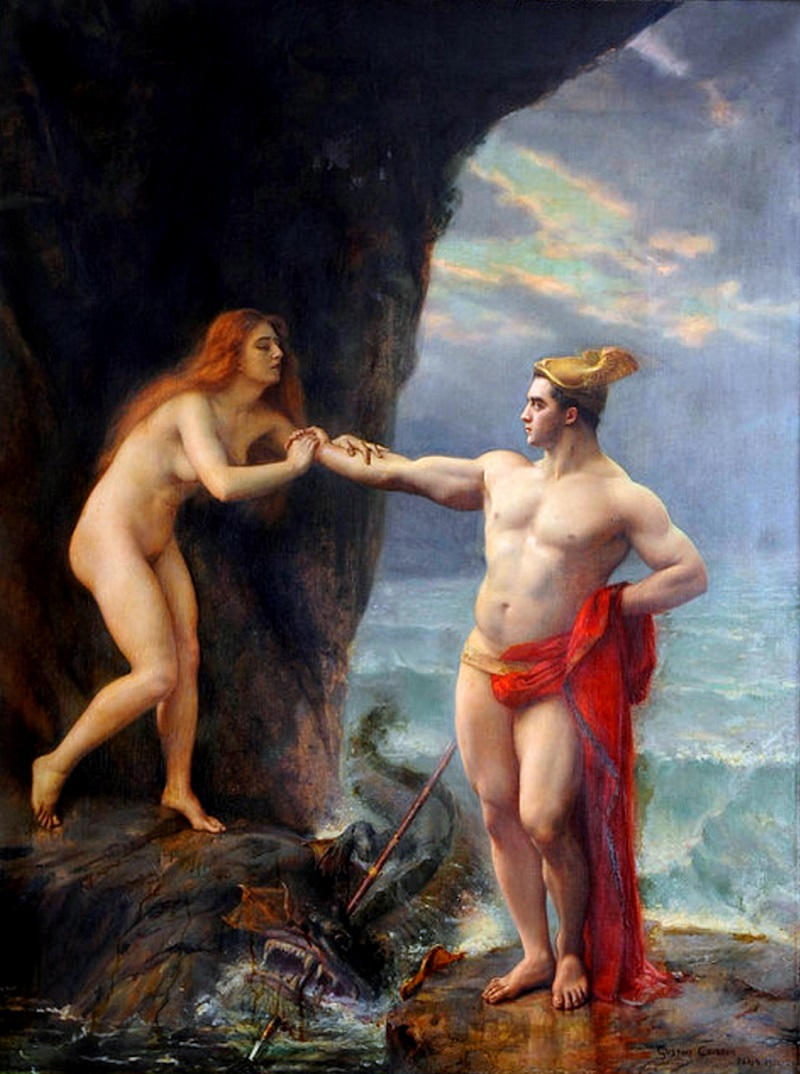
Persée délivrant Andromède (1913), Baulmes, hôtel de ville.